# 普爾布爾烏帕齊拉
普爾布爾乌帕齐拉是孟加拉国邁門辛縣的一个乌帕齐拉，位於邁門辛专区的邁門辛縣。。

## 人口
據1991年孟加拉國人口普查，普爾布爾共有戶數88,708戶，人口459,046人。其中男性佔比50.98%，女性佔比49.02%；成年人口221,110人。該地7歲以上人口之平均識字率為20.9%。